# Metrico
Metrico est un jeu vidéo de plates-formes et de réflexion développé et édité par Digital Dreams, sorti en 2014 sur Windows, PlayStation 4, Xbox One et PlayStation Vita.

## Accueil
- Canard PC : 4/10[1]
- Eurogamer : 8/10[2]
- GameSpot : 6/10[3]
- IGN : 6,5/10[4]